# چوب‌پیمای پاپوآیی
چوب‌پیمای پاپوآیی (نام علمی: Orthonyx novaeguineae) نام یک گونه از تیره چوب‌پیمایان است.